# Truittella setifera
Truittella setifera är en svampart som beskrevs av Karling 1949. Truittella setifera ingår i släktet Truittella och familjen Endochytriaceae.   Inga underarter finns listade i Catalogue of Life.